# Welsh International 2007
Die Welsh International 2007 im Badminton fanden vom 29. November bis zum 2. Dezember 2007 in Cardiff statt.

## Medaillengewinner
| Disziplin    | Gold                               | Silber                        | Bronze                                     |
| ------------ | ---------------------------------- | ----------------------------- | ------------------------------------------ |
| Herreneinzel | Marc Zwiebler                      | Irwansyah                     | Rajiv Ouseph                               |
| Herreneinzel | Marc Zwiebler                      | Irwansyah                     | Ali Shahhosseini                           |
| Dameneinzel  | Jill Pittard                       | Helen Davies                  | Gayatri Vartak                             |
| Dameneinzel  | Jill Pittard                       | Helen Davies                  | Panuga Riou                                |
| Herrendoppel | Wojciech Szkudlarczyk Adam Cwalina | Matthew Honey Peter Mills     | Jakub Bitman Zvonimir Đurkinjak            |
| Herrendoppel | Wojciech Szkudlarczyk Adam Cwalina | Matthew Honey Peter Mills     | Michał Rogalski Łukasz Moreń               |
| Damendoppel  | Chloe Magee Bing Huang             | Sarah Walker Samantha Ward    | Linda Sloan Jillie Cooper                  |
| Damendoppel  | Chloe Magee Bing Huang             | Sarah Walker Samantha Ward    | Rebecca Pantaney Laura Cousins             |
| Mixed        | Adam Cwalina Małgorzata Kurdelska  | Jorrit de Ruiter Ilse Vaessen | Wojciech Szkudlarczyk Agnieszka Wojtkowska |
| Mixed        | Adam Cwalina Małgorzata Kurdelska  | Jorrit de Ruiter Ilse Vaessen | Matthew Honey Heather Olver                |